# Улбан
Улба́н (кат. Olvan, вимова літературною каталанською [uł'βan]) - муніципалітет, розташований в Автономній області Каталонія, в Іспанії. Код муніципалітету за номенклатурою Інституту статистики Каталонії - 81445. Знаходиться у районі (кумарці) Барґаза (коди району - 14 та BD) провінції Барселона, згідно з новою адміністративною реформою перебуватиме у складі Баґарії (округи) Центральна Каталонія. 

## Назва муніципалітету
Назва муніципалітету походить від імені Oliva.

## Населення
Населення міста (у 2007 р.) становить 893 особи (з них менше 14 років - 11%, від 15 до 64 - 62,8%, понад 65 років - 26,2%). У 2006 р. народжуваність склала 6 осіб, смертність - 11 осіб, зареєстровано 4 шлюби. У 2001 р. активне населення становило 388 осіб, з них безробітних - 11 осіб.

Серед осіб, які проживали на території міста у 2001 р., 794 народилися в Каталонії (з них 630 осіб у тому самому районі, або кумарці), 70 осіб приїхало з інших областей Іспанії, а 8 осіб приїхало з-за кордону. 

Вищу освіту має 7% усього населення. 

У 2001 р. нараховувалося 324 домогосподарства (з них 21,3% складалися з однієї особи, 32,7% з двох осіб,17,3% з 3 осіб, 17% з 4 осіб, 9% з 5 осіб, 1,9% з 6 осіб, 0,6% з 7 осіб, 0,3% з 8 осіб і 0% з 9 і більше осіб).

Активне населення міста у 2001 р. працювало у таких сферах діяльності : у сільському господарстві - 13%, у промисловості - 22,3%, на будівництві - 17,8% і у сфері обслуговування - 46,9%. 

 У муніципалітеті або у власному районі (кумарці) працює 333 особи, поза районом - 255 осіб.

### Безробіття
У 2007 р. нараховувалося 40 безробітних (у 2006 р. - 37 безробітних), з них чоловіки становили 30%, а жінки - 70%.

## Економіка

### Підприємства міста

#### Промислові підприємства
| \| Промислові підприємства міста, за сферою діяльності \| Промислові підприємства міста, за сферою діяльності \| Промислові підприємства міста, за сферою діяльності \| \| Рік \| 2002 р. \| 2001 р. \| \| --------------------------------------------------- \| --------------------------------------------------- \| --------------------------------------------------- \| \| Енергетичні та водні ресурси \| 21,7% \| 23,1% \| \| Хімія та метали \| 8,7% \| 11,5% \| \| Переробка металів \| 8,7% \| 7,7% \| \| Продукти харчування \| 4,3% \| 7,7% \| \| Текстиль \| 30,4% \| 26,9% \| \| Виробництво меблів, видання \| 26,1% \| 23,1% \| \| Інше \| 0% \| 0% \| \| Усього підприємств \| 23 \| 26 \| |         |         |
| Промислові підприємства міста, за сферою діяльності |         |         |
| Рік | 2002 р. | 2001 р. |
| Енергетичні та водні ресурси | 21,7%   | 23,1%   |
| Хімія та метали | 8,7%    | 11,5%   |
| Переробка металів | 8,7%    | 7,7%    |
| Продукти харчування | 4,3%    | 7,7%    |
| Текстиль | 30,4%   | 26,9%   |
| Виробництво меблів, видання | 26,1%   | 23,1%   |
| Інше | 0%      | 0%      |
| Усього підприємств | 23      | 26      |

#### Роздрібна торгівля
| \| Підприємства роздрібної торгівлі міста, за сферою діяльності \| Підприємства роздрібної торгівлі міста, за сферою діяльності \| Підприємства роздрібної торгівлі міста, за сферою діяльності \| \| Рік \| 2002 р. \| 2001 р. \| \| ------------------------------------------------------------ \| ------------------------------------------------------------ \| ------------------------------------------------------------ \| \| Продукти харчування \| 44,4% \| 44,4% \| \| Одяг та взуття \| 0% \| 0% \| \| Товари для дому \| 22,2% \| 22,2% \| \| Книги та періодичні видання \| 0% \| 0% \| \| Промислова хімічна продукція \| 22,2% \| 22,2% \| \| Продукція, пов'язана з транспортними засобами \| 0% \| 0% \| \| Інше \| 11,1% \| 11,1% \| \| Усього підприємств \| 18 \| 18 \| |         |         |
| Підприємства роздрібної торгівлі міста, за сферою діяльності |         |         |
| Рік | 2002 р. | 2001 р. |
| Продукти харчування | 44,4%   | 44,4%   |
| Одяг та взуття | 0%      | 0%      |
| Товари для дому | 22,2%   | 22,2%   |
| Книги та періодичні видання | 0%      | 0%      |
| Промислова хімічна продукція | 22,2%   | 22,2%   |
| Продукція, пов'язана з транспортними засобами | 0%      | 0%      |
| Інше | 11,1%   | 11,1%   |
| Усього підприємств | 18      | 18      |

#### Сфера послуг
| \| Підприємства міста, що працюють у сфері послуг, за діяльністю \| Підприємства міста, що працюють у сфері послуг, за діяльністю \| Підприємства міста, що працюють у сфері послуг, за діяльністю \| \| Рік \| 2002 р. \| 2001 р. \| \| ------------------------------------------------------------- \| ------------------------------------------------------------- \| ------------------------------------------------------------- \| \| Гуртова торгівля \| 8,8% \| 12,1% \| \| Готелі та готельний бізнес \| 26,5% \| 24,2% \| \| Транспорт та зв'язок \| 35,3% \| 33,3% \| \| Посередницькі фінансові послуги \| 2,9% \| 3% \| \| Послуги підприємствам \| 0% \| 0% \| \| Послуги фізичним особам \| 17,6% \| 21,2% \| \| Нерухомість та ін. \| 8,8% \| 6,1% \| \| Усього підприємств \| 34 \| 33 \| |         |         |
| Підприємства міста, що працюють у сфері послуг, за діяльністю |         |         |
| Рік | 2002 р. | 2001 р. |
| Гуртова торгівля | 8,8%    | 12,1%   |
| Готелі та готельний бізнес | 26,5%   | 24,2%   |
| Транспорт та зв'язок | 35,3%   | 33,3%   |
| Посередницькі фінансові послуги | 2,9%    | 3%      |
| Послуги підприємствам | 0%      | 0%      |
| Послуги фізичним особам | 17,6%   | 21,2%   |
| Нерухомість та ін. | 8,8%    | 6,1%    |
| Усього підприємств | 34      | 33      |

## Житловий фонд
У 2001 р. 1,2% усіх родин (домогосподарств) мали житло метражем до 59 м2, 42,9% - від 60 до 89 м2, 43,8% - від 90 до 119 м2 і
12% - понад 120 м2.

З усіх будівель у 2001 р. 53,1% було одноповерховими, 34,9% - двоповерховими, 5,1
% - триповерховими, 6,7% - чотириповерховими, 0,3% - п'ятиповерховими, 0% - шестиповерховими,
0% - семиповерховими, 0% - з вісьмома та більше поверхами.

## Автопарк
| \| Автомобілі, зареєстровані у місті, за призначенням \| Автомобілі, зареєстровані у місті, за призначенням \| Автомобілі, зареєстровані у місті, за призначенням \| \| Рік \| 2006 р. \| 2005 р. \| \| -------------------------------------------------- \| -------------------------------------------------- \| -------------------------------------------------- \| \| Приватні автомобілі \| 58,1% \| 57,4% \| \| Мотоцикли \| 9,7% \| 10% \| \| Вантажівки \| 26,7% \| 27,2% \| \| Трактори \| 1% \| 1,3% \| \| Автобуси та ін. \| 4,5% \| 4,1% \| \| Усього автомобілів \| 885 шт. \| 871 шт. \| |         |         |
| Автомобілі, зареєстровані у місті, за призначенням |         |         |
| Рік | 2006 р. | 2005 р. |
| Приватні автомобілі | 58,1%   | 57,4%   |
| Мотоцикли | 9,7%    | 10%     |
| Вантажівки | 26,7%   | 27,2%   |
| Трактори | 1%      | 1,3%    |
| Автобуси та ін. | 4,5%    | 4,1%    |
| Усього автомобілів | 885 шт. | 871 шт. |

## Вживання каталанської мови
У 2001 р. каталанську мову у місті розуміли 99,7% усього населення (у 1996 р. - 99,6%), вміли говорити нею 98,4% (у 1996 р. - 
95,5%), вміли читати 96,5% (у 1996 р. - 91,4%), вміли писати 91,3
% (у 1996 р. - 67,9%). Не розуміли каталанської мови 0,3%.

## Політичні уподобання
У виборах до Парламенту Каталонії у 2006 р. взяло участь 467 осіб (у 2003 р. - 544 особи). Голоси за політичні сили розподілилися таким чином:
| \| Вибори до Парламенту Каталонії \| Вибори до Парламенту Каталонії \| Вибори до Парламенту Каталонії \| \| Рік \| 2006 р. \| 2003 р. \| \| -------------------------------------- \| ------------------------------ \| ------------------------------ \| \| Конвергенція та Єднання (CiU) \| 39,6% \| 41,7% \| \| Соціалістична партія Каталонії (PSC) \| 20,6% \| 18,8% \| \| Народна партія (PP) \| 6,2% \| 6,1% \| \| Ініціатива за зелену Каталонію (IC) \| 3% \| 2,9% \| \| Республіканська лівиця Каталонії (ERC) \| 28,7% \| 30% \| \| Громадянська партія (C's) \| 0,6% \| 0% \| \| Інші \| 1,3% \| 0,6% \| |         |         |
| Вибори до Парламенту Каталонії |         |         |
| Рік | 2006 р. | 2003 р. |
| Конвергенція та Єднання (CiU) | 39,6%   | 41,7%   |
| Соціалістична партія Каталонії (PSC) | 20,6%   | 18,8%   |
| Народна партія (PP) | 6,2%    | 6,1%    |
| Ініціатива за зелену Каталонію (IC) | 3%      | 2,9%    |
| Республіканська лівиця Каталонії (ERC) | 28,7%   | 30%     |
| Громадянська партія (C's) | 0,6%    | 0%      |
| Інші | 1,3%    | 0,6%    |

У муніципальних виборах у 2007 р. взяло участь 565 осіб (у 2003 р. - 407 осіб). Голоси за політичні сили розподілилися таким чином:
| \| Муніципальні вибори \| Муніципальні вибори \| Муніципальні вибори \| \| Рік \| 2007 р. \| 2003 р. \| \| -------------------------------------- \| ------------------- \| ------------------- \| \| Конвергенція та Єднання (CiU) \| 16,1% \| 32,4% \| \| Соціалістична партія Каталонії (PSC) \| 48,7% \| 38,1% \| \| Народна партія (PP) \| 2,3% \| 5,9% \| \| Ініціатива за зелену Каталонію (IC) \| 0% \| 0% \| \| Республіканська лівиця Каталонії (ERC) \| 32,9% \| 23,6% \| \| Громадянська партія (C's) \| 0% \| 0% \| \| Інші \| 0% \| 0% \| |         |         |
| Муніципальні вибори |         |         |
| Рік | 2007 р. | 2003 р. |
| Конвергенція та Єднання (CiU) | 16,1%   | 32,4%   |
| Соціалістична партія Каталонії (PSC) | 48,7%   | 38,1%   |
| Народна партія (PP) | 2,3%    | 5,9%    |
| Ініціатива за зелену Каталонію (IC) | 0%      | 0%      |
| Республіканська лівиця Каталонії (ERC) | 32,9%   | 23,6%   |
| Громадянська партія (C's) | 0%      | 0%      |
| Інші | 0%      | 0%      |